# Fight Night Round 2
Fight Night Round 2 er et amerikansk boksevideospil og efterfølgeren til EA Sports' Fight Night 2004. Det blev udgivet til PlayStation 2, Xbox, og Nintendo GameCube konsollerne i 2005. Det var det eneste Fight Night-spil i serien til at blive udgivet til GameCube. GameCube-versionen indeholder SNES versionen af Super Punch-Out! sammen med hovedpersonen som er en oplåselig karakter.
Spillet indeholder aktuelle og historiske boksere fra alle vægtklasser som Muhammad Ali, Sugar Ray Robinson, Roy Jones Jr., Floyd Mayweather Jr., Manny Pacquiao, Jermain Taylor, Bernard Hopkins, Roberto Durán, and Evander Holyfield. Joe Tessitore er den nye kommentator spillet.